# Armoiries de l'Ukraine
Le blason de l'Ukraine est formé par un champ unique, d'azur, dans lequel apparaît un monogramme préhéraldique lié à la dynastie des Riourikides en place au Xe siècle et d'autres éléments héraldiques s'étendant jusqu'au XVe siècle.
Ce monogramme est qualifié de trident (ou Tryzoub / trizoub : Тризуб en ukrainien). Il est vraisemblablement l'un des plus vieux emblèmes existants car il remonte au XIIe siècle.
Selon la plupart des historiens, la signification du trident ukrainien semblerait être une tamga, représentation stylisée d'un faucon gerfaut fondant en piqué sur une proie, que l'on retrouve dans l'étymologie turcique d'Asparoukh, Onogour devenu khan proto-bulgare. Des fouilles archéologiques ont montré que des figures de tridents apparaissent dès le Ier siècle av. J.-C.
Ce monogramme est le blason de l'Ukraine depuis le 26 juin 1996. Il l'a également été durant la période 1917-1920 pendant laquelle le pays avait été indépendant.
Cependant, on peut aussi lire dans ce blason, de manière stylisée, les quatre lettres cyrilliques du mot воля (prononcé volya), signifiant « volonté », ou « liberté ».
L'adoption éventuelle des grandes armoiries de l'État ukrainien prévues par l'article 20 de la Constitution reste en débat.

## Anciennes armoiries

### Armoiries des terres ukrainiennes dans l'Empire austro-hongrois

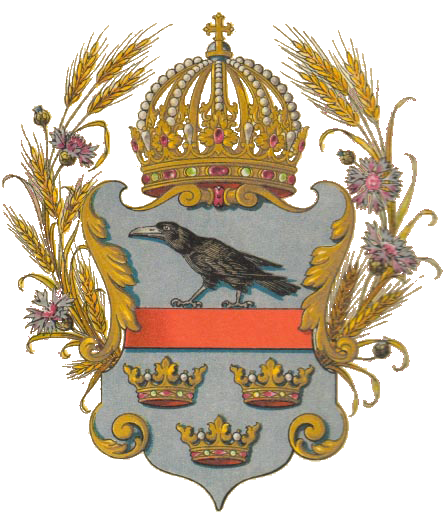
Armoiries du royaume de Galicie et de Lodomérie (1804-1918)
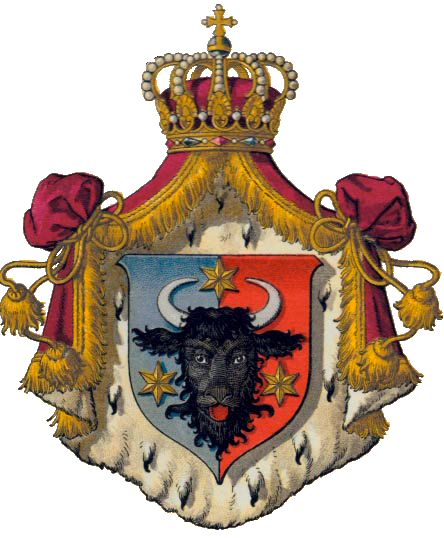
Armoiries du duché de Bucovine (1862-1918)

### Armoiries des terres ukrainiennes dans l'Empire russe

#### Région du sud-ouest

Armoiries du gouvernement de Kiev
Armoiries du gouvernement de Podolie
Armoiries du gouvernement de Volhynie

#### Nouvelle Russie

Armoiries du gouvernement de Bessarabie
Armoiries du gouvernement de Iekaterinoslav
Armoiries du gouvernement de Kherson
Armoiries de l'oblast du Kouban
Armoiries du gouvernement de Tauride

#### Autres gouvernements

Armoiries du gouvernement de Kharkov (1878-1887)
Armoiries du gouvernement de Poltava (1802–1925)
Armoiries du gouvernement de Tchernigov (1802–1925)

### République populaire ukrainienne (1917-1920)
À la suite de la révolution russe de 1917, la République populaire ukrainienne est créée. 

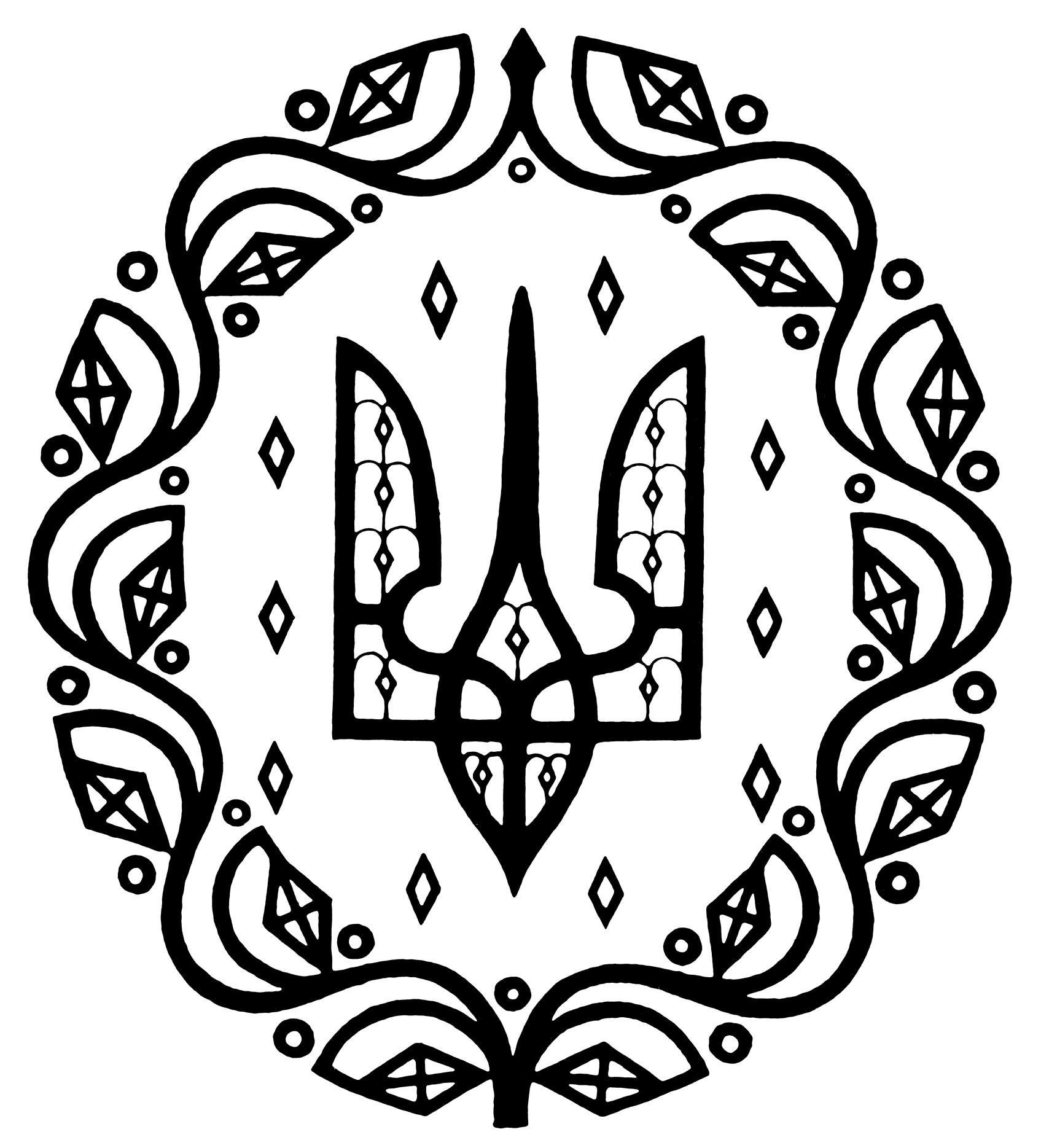
Grandes armoiries de la République populaire ukrainienne
Moyennes armoiries de la République populaire ukrainienne

### République populaire d'Ukraine occidentale (1918-1919)
La république populaire d'Ukraine occidentale

Armoiries de la république populaire d'Ukraine occidentale

### État ukrainien (1918)
L'Hetmanat (ou État ukrainien)

Armoiries de l'État ukrainien

### République socialiste soviétique d'Ukraine (1919-1991)

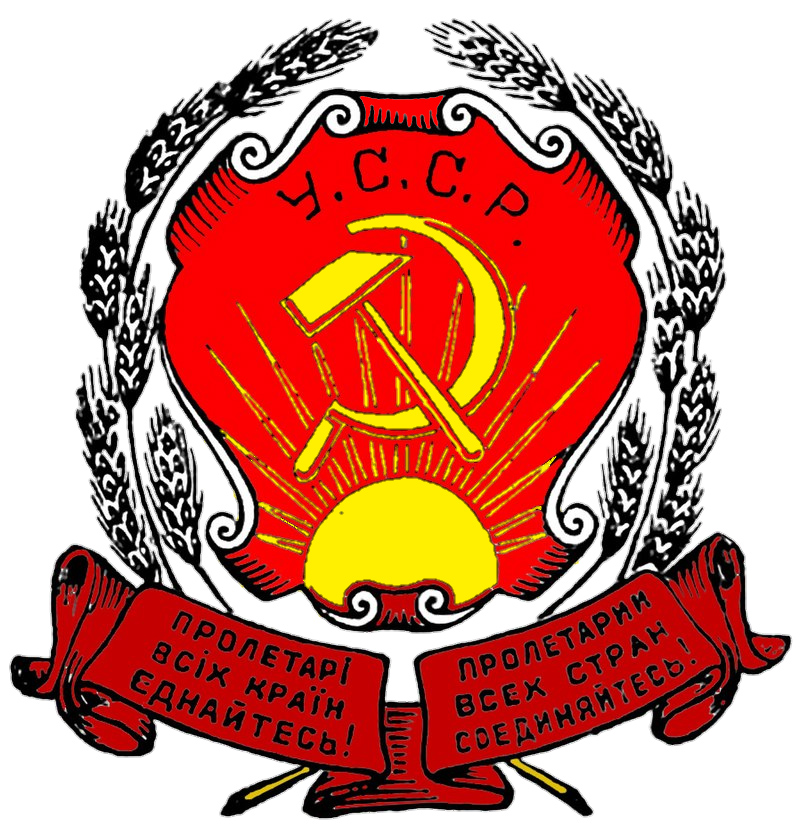
Emblème de la RSS d'Ukraine (1919-1929)
Emblème de la RSS d'Ukraine (1937-1949)
Emblème de la RSS d'Ukraine (1949-1991)